# 難波サキ
“難波 サキ” こと 難波 沙樹（なんば さき、1986年6月11日 - ）は、日本のファッションモデル。162センチメートル、O型。兵庫県出身。ギャル系ファッション雑誌『Happie nuts〔ハピーナッツ〕』への露出のほか、各種広告媒体ならびにショーへの登場などから知られてきた。

## 来歴

### モデル業
地元兵庫の日焼けサロンに勤める黒ギャルであった当時、星あやへの憧憬を胸に愛読していた『ハピーナッツ誌』のスナップ写真の撮影を受ける機会を持ち、それをきっかけに同誌の専属モデルへ。2007年のことであった。同時に東京へ移り、それから2011年の初め頃に至るまで同誌の専属モデルを務める。2011年4月号が卒業号となった。
ハピーナッツ誌を去って以降はモデル活動を休止したうえでセレクトショップに店員として勤務するなどしていたものの、2012年、5月の暮れ頃に復帰の意向を報告。9月にFLAVE ENTERTAINMENTとの正式契約を締結。
“ギャル系雑誌じゃ物足りない。でもコンサバな自分はありえない。”をコンセプトに据える25歳以上の女性向けファッション雑誌『Majesty JAPAN』が2013年に創刊。3月からの発刊となったこの雑誌のモデルに高橋真依子や潮田玲子とともに起用される運びとなった。

### その他
モデル活動の傍らで、2008年の発売となったギャル系コンピレーションアルバム『メロラバ』などに自身の歌曲を提供するなどの歌手活動を行ってもきた。2012年になると5月頃から“難波サキのキ・レ・イのヒ・ミ・ツ”と題したメールマガジンの配信を開始。無料メールマガジン配信サイト『まぐまぐ!』からの週刊配信となっている。

## 私生活
兵庫県神戸市で生まれ、明石市で育った。弟が1人いる。1男を有するシングルマザー（2013年に公表）。
子供の父親は明らかにされていない。

## 出演

### 雑誌
- 『Majesty JAPAN』（2013年 - ）
- 『Happie nuts』（専属：2007年 - 2011年）
- 『お姉さんになった！！！ 小悪魔ageha×Happie nuts×I Love mama』（2010年11月6日発行） ― 『小悪魔ageha』と『Happie nuts』と『I LOVE mama』の合同による特別増刊誌 ― 共/宮下美恵、荒木さやか、ほか[19]

### ランウェイ
- 東京ガールズコレクション：in 沖縄（2010年）[20]、2011年春夏[21]
- 渋谷ガールズコレクション：2009年春夏[22]
- Girls Award JAPAN 2010 AUTUMN/WINTER[7]
- 神戸コレクション（2010年）[23]

### 広告
- 『DURAS』（2009年）[7]
- 『PEAK&PINE』（2009年[7]、2010年[7]、2011年[23]）
- 『アブソール』（2010年）[7]
- 『キャンディマジック』（2010年）[7]
- 『ショーティ』（2010年）[7]
- 『Ravijour』（2011年、カタログ）[23]

### 音楽PV
- 「LOVEマシーン〜RIKIバージョン〜」（RIKI、2009年）[1]
- 「東京タワー」（GOKIGEN SOUND、2009年） 共/須田朱音[24] ― 第2弾「Belive」ならびに第3段「天使」にも出演[7]
- 「レッドマジック」（AK-69、2010年）[23]

### 音楽CD
- 『メロラバ』（MILESTONE CROWDS、2008年3月19日発売） ― 「Happy Candy Magic」を提供[1]
- 『Campus Summit 2008』（avex、2008年7月2日発売） ― 「nuts on you 〜碧い海へ〜」を提供[1]

### イベント
- 『RADIANT NIGHT』（渋谷club atom、2009年12月20日） 共/山本優希、森摩耶、宮城舞、大串知江、江口ちり、須田朱音、尾崎紗代子、里見茜、武田静加、谷口紗耶香、秋山未来、小田切恵子、嶋田エリカ、YENA[25]
- 『nuts night』（渋谷atom、2010年3月26日） 共/舘谷恵利子、須田朱音、武田静加、里見茜、HOROMI[26]
- 『CRAZY＆BEAUTY〜狂気の中の美しさ〜』（名古屋OZON、2010年5月4日） 共/武田静加、福長優、ねもやよ、矢野安奈、奈々子[27]
- 『LADY FINGERS』（横浜DRAGON CLUB、2010年5月29日） 共/エリーローズ、月本えり、武田真理子、須田朱音、ほか[28]
- 『HAKODATE 黒船 2010』（北海道立道南四季の杜公園、2010年6月27日） 共/高橋真依子、高瀬洋子、須田朱音、HIROMI、ほか[29]
- 『渋谷女祭り2010〜秋の陣〜』（恵比寿リキッドルーム、2010年9月19日） 共/山本優希、森摩耶、Lie、宮城舞、りかちゅう、尾崎紗代子、ニコル、秋山未来、須田朱音、武田静加、大串知江、安井レイ、里見茜、江口ちり、小田切恵子、谷口紗耶香、YENA、嶋田エリカ、国枝洋子、稲本美和子、小坂加奈子、来夏、植田せりな、古澤未来、渡辺加苗、本多仁満、浦崎実可子、ゆんころ、おかりえ、ねもやよ、丸山慧子、三浦阿久里、岩上愛美、平沼ファナ、五十嵐未来、高橋茉莉、中村優梨香、ほか[30]

### テレビ番組
- 『ゴゴドラ』（日本テレビ、2010年12月6日）[31]
- 『はねるのトびら』（フジテレビ、2010年10月13日）[32]
- 『華麗なるスパイ』（日本テレビ、2009年7月25日／8月1日）[31]
- 『Future Tracks→R』（テレビ朝日、2009年6月5日）Jerry Girlアメリカ村店にて撮影[31]

CX「TOKYO RUNWAY GIRL」
TBS「有吉ジャポン」
日本テレビ「解決！ナイナイアンサー」
日本テレビ「踊る！さんま御殿」
テレビ東京「解禁！暴露ナイト」

### 書籍
- 『MODELs（モデルズ）』（2012年12月7日、ぶんか社） ― “カリスマと呼ばれたモデル”として、星あや、森摩耶、山本優希、高橋真依子、鈴木あや、ならびに三平智美とともに。[33]